# Bloody Friday
 (avril 2010).
Si vous disposez d'ouvrages ou d'articles de référence ou si vous connaissez des sites web de qualité traitant du thème abordé ici, merci de compléter l'article en donnant les références utiles à sa vérifiabilité et en les liant à la section « Notes et références ».
Ne doit pas être confondu avec Bloody Sunday.
Le Bloody Friday est le nom donné à une série d'attentats à la bombe dans et autour de la ville de Belfast, en Irlande du Nord, le 21 juillet 1972. Cette campagne armée contre des objectifs économiques et militaires avait été décidée par l'Armée républicaine irlandaise provisoire, en réponse à la fusillade du Bloody Sunday, qui avait eu lieu six mois plus tôt.

## Présentation
Au total, vingt-deux bombes furent posées, leur explosion tuant neuf personnes et en blessant cent-trente . Par les médias locaux, l'IRA avait prévenu les autorités de ces explosions, 30 minutes avant la première, et 70 minutes avant la dernière. Seán MacStíofáin, le représentant de l'IRA, a par la suite prétendu que ces alertes avaient été ignorées par l'armée britannique, dans le but de discréditer l'organisation irlandaise à la suite des dégâts que les explosions allaient provoquer. En fait, ces avertissements furent en partie perturbés, d'une part par de fausses alertes, et d'autre part par le grand nombre de bombes placées dans un périmètre restreint : de nombreuses personnes furent évacuées d'une zone dangereuse pour être déplacées dans une autre zone piégée.[réf. nécessaire]
À l'occasion du trentième anniversaire des faits, l'IRA a publié un communiqué pour présenter ses excuses aux familles des victimes tuées durant trente ans de violence en Irlande du Nord.

## Chronologie des évènements du 21 juillet 1972
Le nombre des évènements relatés par les médias à la suite des attentats fut bien évidemment important et les informations quelquefois confuses. Les détails suivants sont tirés de diverses sources secondaires, et les heures indiquées sont approximatives.
- 14 h 9 : Windsor Park, Belfast

Une bombe (d'un poids estimé à 14 kg d'explosifs) explose sur la passerelle enjambant la ligne de chemin de fer reliant Dublin à Belfast, à Windsor Park. Aucune personne n'est blessée.
- 14 h 36 : Brookvale Hotel, Brookvale Avenue, Nord de Belfast

Une bombe (d'un poids estimé à 23 kg d'explosifs) explose à l'hôtel Brookvale. Elle était contenue dans une mallette, déposée par deux inconnus. La zone ayant été préalablement évacuée, aucune personne n'est blessée.
Les autorités reçoivent une série d'alertes pour d'autres engins dans les minutes qui suivent.
- 14 h 40 : Ulster Bank, Limestone Road, nord de Belfast

Une voiture piégée (poids de la charge estimé à 23 kg d'explosifs) explose à l'extérieur de l'Ulster Bank sur Limestone Road. Ce site est à quelques centaines de mètres de la précédente explosion, et n'a pas été évacué. Une femme (catholique) y perd les deux jambes, et plusieurs automobilistes sont blessés par le souffle.
- 14 h 52 : Botanic Railway Station, Botanic Avenue, Belfast

Une voiture piégée (poids de la charge estimé à 23 kg d'explosifs) explose à l'extérieur de la gare de Botanic Avenue. Il y a de gros dégâts matériels, mais aucun blessé.
- 14 h 53 : Queen Elizabeth Bridge, Belfast

Une voiture piégée (poids de la charge estimé à 73 kg d'explosifs) explose sur le pont Queen Elizabeth. Malgré l'absence d'alerte reçue, aucune personne n'est blessée. Seuls quelques dégâts sur le pont sont à déplorer.
- 15 h 2 : Agnes Street, Belfast

Une voiture piégée (poids de la charge estimé à 14 kg d'explosifs) explose près d'un lotissement occupé majoritairement par des protestants, à Agnes Street. Malgré l'absence d'alerte reçue, personne n'est blessé sérieusement.
- 15 h 2 : Liverpool Bar, Donegall Quay, Belfast

Une bombe (d'un poids estimé à 23 kg d'explosifs) explose dans le Liverpool Bar de Donegall Quay. Malgré l'absence d'alerte reçue, seuls quelques dégâts sont à déplorer.
- 15 h 2 : Bellevue, Nord de Belfast

Une bombe (d'un poids estimé à 23 kg d'explosifs) explose sur le pont au-dessus de l'autoroute M2, à Bellevue (nord de Belfast). Il n'y a pas de blessé grave.
- 15 h 3 : York Street Station, York Street, Belfast

Une bombe (d'un poids estimé à 23 kg d'explosifs), contenue dans une mallette, explose à la gare de York Street avant que celle-ci ne soit évacuée. Il y a de nombreux dégâts.
- 15 h 4 : Ormeau Avenue, Belfast

Une voiture piégée (poids de la charge estimé à 23 kg d'explosifs) explose dans l'avenue Ormeau. Malgré l'absence d'alerte reçue, seuls quelques blessés légers sont à déplorer.
- 15 h 5 : Eastwood's Garage, Donegall Road, Belfast

Une voiture piégée (poids de la charge estimé à 68 kg d'explosifs) détruit l' Eastwood's Garage sur Donegall Road. Seuls quelques blessés légers sont à déplorer.
- 15 h 10 : dépôt de bus d'Oxford Street, Oxford Street, Belfast

Une voiture piégée explose à l'extérieur du dépôt de bus du transporteur Ulsterbus, à Oxford Street. Cette explosion provoque le plus grand nombre de morts et les plus gros dégâts de toutes les bombes. La zone est en cours d'évacuation lorsqu'un break Volkswagen explose. Deux soldats britanniques, Stephen Cooper (19 ans) et Philip Price (27 ans), sont tués sur le coup. Quatre protestants, travaillant pour la société Ulsterbus, William Crothers (15 ans), William Irvine (18 ans), Thomas Killops (39 ans) et John Gibson (45 ans), meurent de leurs blessures.
- 15 h 15 : Stewartstown Road, Belfast

Une bombe, que l'on pensait abandonnée sur Stewartstown Road, explose sans faire de blessé grave.
- 15 h 20 : Cavehill Road, nord de Belfast

Une voiture piégée (poids de la charge estimé à 23 kg d'explosifs) explose dans une rue commerçante multi-confessionnelle en haut de Cavehill Road, au nord de Belfast. Aucune alerte n'a été reçue, et trois personnes sont tuées, de nombreuses autres sérieusement blessées :
- - Margaret O'Hare (37 ans), mère catholique de sept enfants, est tuée ;
  - Sa fille de 11 ans est grièvement blessée ;
  - Brigid Murray (65 ans), catholique, est tuée ;
  - Stephen Parker (14 ans), protestant, est tué.

- 15 h 25 : ligne de chemin de fer, près de Lisburn Road, Belfast

Une bombe explose sur la ligne de chemin de fer près de Lisburn Road sans faire de dégâts.
- 15 h 25 : Crumlin Road, Belfast

Deux bombes (d'un poids estimé à 23 kg d'explosifs chacune) explosent au Star Garage sur Crumlin Road, sans faire de blessé grave.
- 15 h 30 : Nutts Corner, Ouest de Belfast

Une mine explose sur la route de Nutts Corner, au passage d'un bus scolaire rempli. Le chauffeur du bus, qui a vu l'engin, l'évite, ce qui réduit les conséquences de l'explosion. Il est admis que ce bus a été confondu avec un véhicule de l'armée britannique. Il n'y a pas de blessé grave.
- 15 h 30 : Northern Ireland Carriers Depot, Grosvenor Road, Belfast

Une bombe (d'un poids estimé à 23 kg d'explosifs) explose dans le dépôt de Northern Ireland Carriers près de Grosvenor Road sans faire de blessé grave.
- 15 h 30 : Sydenham, Est de Belfast

Une bombe est neutralisée à Sydenham par l'armée britannique.